# Cenantherix pauliani
Cenantherix pauliani is een insect uit de orde Phasmatodea en de  familie Anisacanthidae. De wetenschappelijke naam van deze soort is voor het eerst geldig gepubliceerd in 2008 door Cliquennois.